# لقمه‌ماهی‌سانان
لقمه‌ماهی‌سانان (نام علمی: Myliobatiformes) نام یک راسته از زیررده نرم‌آبشش‌داران است.